# Karl Escherich
Karl Leopold Escherich (18 de septiembre de 1871 - 22 de noviembre de 1951) fue un entomólogo y profesor de zoología alemán. Conocido como pionero de la entomología aplicada y experto en termitas, fue rector de la Universidad de Múnich de 1933 a 1936.

## Biografía
Escherich nació en Schwandorf, Baviera, y sus padres fueron Hermann N. Escherich y Katharina von Stengel. Su hermano mayor Georg Escherich, se convertiría en un destacado guardabosques y político. 
Estudió medicina en Múnich y Wurzburgo, graduándose en 1893. Después de obtener su título de postdoctorado en Estrasburgo en 1901, recibió una cátedra en el Departamento de Zoología Forestal en Tharandt en 1907, pues tras la muerte de Hinrich Nitsche había quedado una vacante disponible. En 1914 se incorporó a la Cátedra de Zoología Aplicada de la Universidad Ludwig-Maximilian de Múnich, donde relevó a August Pauly. En 1917 fue elegido miembro de la Academia de Ciencias Leopoldina. 
Tras un viaje a los Estados Unidos en 1911, concibió un plan para rediseñar la entomología aplicada en Alemania según el modelo americano. En 1913 cofundó la Sociedad Alemana de Entomología Aplicada. 
Karl Escherich fue uno de los pocos académicos forestales que participó en el movimiento de Hitler del período de la inflación. Se unió al Partido Nazi en 1921, y participó en el Putsch de Múnich de 1923. En 1924, todavía participó en la campaña electoral del "Bloque Volkischer", pero permaneció alejado del nuevo NSDAP. 

## Méritos
Por su investigación, Karl Escherich recibió la Medalla Goethe de Arte y Ciencia. 
Para conmemorar a su fundador, la Sociedad Alemana de Entomología Aplicada otorga la Medalla Escherich por sus logros sobresalientes en el campo de la entomología. 